# David Lipsky
David Lipsky (New York, 20 luglio 1965) è uno scrittore statunitense.
È conosciuto in particolare per il libro Absolutely American: Four Years at West Point, in cui racconta la vita dei cadetti dell'accademia militare di West Point, e per Come diventare se stessi, basato su un'intervista allo scrittore David Foster Wallace, dal quale è stato tratto il film The End of the Tour - Un viaggio con David Foster Wallace.

## Biografia
David Lipsky è figlio del pittore Pat Lipsky Sutton. Ha studiato alla Stuyvesant High School e si è diplomato nel 1983. Si è laureato con lode alla Brown University, dove è stato allievo dello scrittore John Hawkes. Ha conseguito il master presso la Johns Hopkins University, dove ha studiato con il romanziere John Barth. Lipsky insegna scrittura creativa alla New York University.
Mentre studiava ancora all'università ha pubblicato il racconto Three Thousand Dollars  sul New Yorker. Raymond Carver lo ha inserito nell'antologia dei migliori racconti americani nel 1986.
Il primo libro di Lipsky, The Art Fair (1996), è un romanzo di formazione che raccoglie una serie di elementi autobiografici e racconta la storia di Joan Freely, un'artista newyorkese, e di suo figlio Richard. Il romanzo, che ritrae il mondo del commercio dell'arte neworkese con varie allusioni ai reali protagonisti di quest'ultimo, è stato nominato dalla rivista Time miglior libro dell'anno.
Dopo avere chiesto e ottenuto l'accesso illimitato all'accademia di West Point con lo scopo di scrivere un articolo per Rolling Stone, Lipsky vi è rimasto quattro anni. Il risultato è il volume Absolutely American.
Nel 2010, Lipsky ha pubblicato Come diventare se stessi: il libro è originato da un viaggio di cinque giorni compiuto da Lipsky nel 1996 con lo scrittore David Foster Wallace durante il tour di presentazione del libro Infinite Jest, allo scopo di intervistarlo per Rolling Stone. L'intervista non è mai stata pubblicata sulla rivista e Wallace si è suicidato alcuni anni dopo avere rilasciato l'intervista, nel 2008. Solo in seguito al suicidio dello scrittore, Lipsky ha recuperato appunti e registrazioni e li ha assemblati per scrivere il libro  dal quale è stato tratto in seguito il film The End of the Tour - Un viaggio con David Foster Wallace.

## Opere
- The Parrot and the Igloo, 2016
- Come diventare se stessi, 2010, Although of Course You End Up Becoming Yourself: A Road Trip with David Foster Wallace, 2010
- Absolutely American: Four Years at West Point, 2003
- The Art Fair 1996

### Racconti
- Three Thousand Dollars (1986)

## Premi e riconoscimenti
- 2016 Scripter Award (Nom)
- 2010 "Best Books of the Year," NPR
- 2009 National Magazine Award
- 2009 The Best American Magazine Writing
- 2005 Lambert Fellowship
- 2003 "Best Books of the Year," Time Magazine
- 2003 "Best Books of the Year," Amazon
- 2003 "Best Books of the Year," Providence Journal-Bulletin
- 2003 "Best Books of the Year," San Jose Mercury News
- 2003 "Best Books of the Year," New York Daily News
- 2003 "Eleven Most Remarkable Things in Culture This Month," Esquire Magazine
- 2003 "Times Notable Book," The New York Times
- 1999 GLAAD Media Award
- 1988 Henfield/Transatlantic Review Award
- 1986 MacDowell Fellow
- 1986 The Best American Short Stories